# Bim bam bum (serie de televisión)
Bim Bam Bum es una miniserie de televisión de 11 capítulos basada en una historia policial que gira en torno al exitoso teatro de revista del mismo nombre. Debutó en Televisión Nacional de Chile el 12 de junio de 2013 con éxito. Su primer capítulo promedió 15 puntos de sintonía, con lo que ocupó el segundo lugar del índice de audiencia del horario prime.
La serie se convirtió en la gran ganadora de los fondos anuales del Consejo Nacional de Televisión (2011), proyecto que fue adjudicado a la cadena TVN. Sus grabaciones comenzaron el primero de agosto de 2012 y se prolongaron hasta el 21 de noviembre, teniendo locaciones en el centro de Santiago (los barrios Yungay y República, principalmente).

## Argumento
El Santiago bohemio de los años 1950 enmarca esta serie de ficción, amor, drama y suspenso, donde transcurre la historia de Laura Arrieta Ugarte (Juanita Ringeling), una mujer dispuesta a todo, quien llega desde provincia para abrirse paso en el mítico teatro de revista. Todo era perfecto, hasta que sorpresivamente se ve involucrada en un brutal asesinato.

## Elenco y personajes

### Principales
- Juanita Ringeling como Laura Lucero.
- Pablo Cerda como Manuel Mendoza.
- Celine Reymond como Margot Lucero.
- César Caillet como Enrique Amunátegui.
- Paloma Moreno como Tati Monty.
- Bastián Bodenhöfer como Danny Key.
- Alejandro Goic como René Massif.
- Andrea Dellacasa como Eva Capossiello.
- Pablo Krögh como Alonso Durán.
- Catalina Pulido como Sara Vicuña.
- Sergio Hernández como Alfredo Correa.
- Otilio Castro como Braulio Monty.
- Gustavo Becerra como Héctor Benavides.

### Recurrentes
- Rosario Muñoz Vasquez como Leonor Amunategui.
- Ana Reeves como Mariam Nassiff.
- Álvaro Escobar como Marcial Vergara.
- Javiera Díaz de Valdés como Mariú García[4]
- Sebastián Layseca como Abogado.
- Diego Ruiz como Gonzalo Correa.
- Andrea Zuckermann como Gladys.
- Américo como Domingo.

## Preproducción
La preproducción estuvo a cargo del director Matías Stagnaro, junto con el guionista Luis Ponce y con la productoras ejecutivas Macarena Cardone y Macarena Concha. El proyecto fue iniciado mediante un teaser presentado al CNTV. La historia fue ambientada en el Santiago bohemio de fines de 1950 y se centra en la investigación de un asesinato: el de Margot Lucero, una joven vedette estrella en la legendaria revista. Poco antes de morir Margot recibe a su hermana menor, Laura. Recién llegada de Osorno, esta muchacha recatada va a terminar investigando el crimen por su cuenta, cuando descubre una conspiración criminal que involucra a políticos, policías y millones de dólares. Las pesquisas las realiza en pareja, acompañada de Manuel, un sospechoso que Laura sabe inocente, y del que ha estado enamorada desde niña. Al mismo tiempo, Laura Kaulen sigue la senda de su hermana e ingresa a la revista. Cambia su nombre a Laura Lucero, y desde la última fila de bailarinas del Bim Bam Bum empieza a abrirse paso, cada vez más adicta a las luces y los aplausos, con el escenario del teatro BBB Ópera como un colorido refugio contra las sombras de la noche santiaguina.
En 2011 este proyecto fue presentado y postuló al concurso del Consejo Nacional de Televisión de Chile (CNTV), resultando ganadora y recibiendo como máximo premio, fondos de $504.818.295 siendo una de las inversiones más altas en la producción de series de televisión en Chile. El elenco del teaser estuvo compuesto por Mónica Godoy (Margot), Antonia Santa María (Laura), Pablo Cerda (Manuel) y Sebastián Layseca (Polo).
El proyecto ganador fue adjudicado por la cadena televisiva TVN. La serie es una producción de Invercine y está dirigida por Matías Stagnaro. La producción de TVN estuvo a cargo del jefe del área de ficción de la cadena televisiva, Rony Goldschmied y Hernan Rodriguez Matte. El guion lo escribieron Luis Ponce y Luz Croxatto, y la producción ejecutiva está a cargo de Macarena Cardone y Macarena Concha.
Mónica Godoy -quien formó parte del teaser presentado al CNTV- debería haber sido la figura central de la ficción, pero su embarazo impidió que este proyecto se concretara. 
La búsqueda para interpretar a las vedettes principales, fue por un casting donde participaron diversas actrices como Antonia Santa María, Ignacia Baeza, Carolina Varleta, Patricia López y Alejandra Fosalba, entre muchas otras. Finalmente esas actrices no quedaron en el elenco final. La vedette principal de la serie la interpreta la modelo argentina Andrea Dellacasa.

## Episodios
| N.º | Título                                      | Fecha de emisión original | Audiencia (puntos) |
| --- | ------------------------------------------- | ------------------------- | ------------------ |
| 1 | «Un viaje al pasado del Bim Bam Bum»        | 12 de junio de 2013       | 15,3               |
| En diciembre de 1956 Laura Lucero llega a Santiago para actuar en el teatro Ópera, casa del «Bim Bam Bum» donde trabaja su media hermana Margot. Sus inicios son complicados, pero un incidente en plena presentación le da un inesperado impulso. |                                             |                           |                    |
| 2 | «El espectáculo corre peligro»              | 19 de junio de 2013       | 14,9               |
| Las bailarinas del teatro Ópera se niegan a apoyar al senador Correa, pese a que su contrincante, el conservador Vicuña es apoyado por los grupos moralistas que quieren terminar con los espectáculos nocturnos, incluyendo el «Bim Bam Bum». Margot se enfrenta con Sara tras que esta última se llevara a Leonor, la hija de Margot, la cual se había perdido tras un atentado explosivo en el local de votación.                                                                                     |                                             |                           |                    |
| 3 | «Unidad a toda prueba en el Bim Bam Bum»    | 26 de junio de 2013       | 14,6               |
| Un grupo de personas se refugia en el teatro para protegerse de las revueltas de abril de 1957. Las bailarinas del Bim Bam Bum se unen para proteger a Iván, hijo de Alonso que resultó herido en medio de las protestas y es intensamente buscado por el ejército. «Tati» recurre a sus conocimientos de enfermería para salvar la vida de Iván. |                                             |                           |                    |
| 4 | «Laura brilla en el escenario»              | 3 de julio de 2013        | 15,2               |
| Laura se apodera del escenario y se convierte en la protagonista. Eva resultó lesionada en medio del ensayo y Laura ocupó su lugar en una de las presentaciones más importantes del Bim Bam Bum. El show contó la presencia del actor hollywoodense Rock Hudson, que revolucionó a todas las bailarinas y coristas del Teatro Ópera. |                                             |                           |                    |
| 5 | «La venganza de René Massiff»               | 10 de julio de 2013       | 14,8               |
| El empresario castigó a Laura con una terrible paliza. René Massiff le exige a Laura que drogue al boxeador mexicano Ramón Bobadilla para que pierda la pelea contra el chileno. La diva del Bim Bam Bum no siguió las órdenes del empresario y recibió una fuerte golpiza que la dejará fuera del escenario. |                                             |                           |                    |
| 6 | «Cierran el Teatro Ópera»                   | 17 de julio de 2013       | 14,7               |
| Danny Key no logra impedir el cierre de su amado Teatro Ópera. El Ejército llega para detener a Alonso Durán por encubrir a un terrorista en las dependencias del Teatro. El maestro se declara culpable pero no consigue frenar la orden para clausurar el Ópera. |                                             |                           |                    |
| 7 | «De Hollywood al Bim Bam Bum»               | 25 de julio de 2013       | 16,7               |
| La Diva del espectáculo hollywoodense, Mariú García, está de regreso para brillar en el Teatro Ópera. Es el cumpleaños de Danny Key y el Teatro recibe la autorización para abrir sus puertas. Además, Eva Capossiello, le entrega el mejor de los regalos al dueño del Ópera: Trae de regreso a la Diva Mariú García para que la reemplace en el espectáculo del Bim Bam Bum. |                                             |                           |                    |
| 8 | «Los encantos de Mariú García»              | 1 de agosto de 2013       | 15,9               |
| La diva hollywoodense, Mariú García, muestra sus encantos y logra seducir al periodista Manuel Mendoza. El periodista del diario La Primicia cae en los brazos de la encantadora Mariú García y pone en riesgo su relación amorosa con Laura Lucero. Además, el maestro Alonso sale de la cárcel sin sospechar el costo de su liberación. |                                             |                           |                    |
| 9 | «El Bim Bam Bum estrena nuevo show»         | 8 de agosto de 2013       | 15,7               |
| Con la extraordinaria presentación de Mariú García y Laura Lucero, el Bim Bam Bum presenta un nuevo show a cargo del coreógrafo Vito Romero. Luego de un arduo trabajo de ensayo, el coreógrafo Vito Romero, consigue estrenar el nuevo show del Bim Bam Bum. Con la actuación de la vedette y diva, Mariú García, y la extraordinaria voz de la revelación del año, Laura Lucero, el espectáculo logró un éxito arrollador y el Teatro de revistas se ilusiona con grandes expectativas para el futuro. |                                             |                           |                    |
| 10 | «El escape de René Massiff»                 | 15 de agosto de 2013      | 16,1               |
| El empresario René Massiff logra escapar de los agentes norteamericanos. Con la ayuda de Menuel Mendoza y Laura Lucero, el mafioso René Massiff logró burlar a los agentes norteamericanos. La diva Eva Capossiello decidió dejarlo todo y huir con su gran amor. |                                             |                           |                    |
| 11 | «Condenan a Laura por asesinar a su esposo» | 22 de agosto de 2013      | 17,3               |
| Laura Lucero es detenida y condenada a 5 años y un día de presión por la muerte de su esposo. Justo cuando brillaba en los escenarios del Bim Bam Bum, Laura Lucero es amenazada de muerte por su esposo Marcial. Pero la situación dio un vuelco inesperado y la bailarina se apoderó del arma que la apuntaba y procedió a disparar 6 tiros que dieron muerte a su agresor. |                                             |                           |                    |

## Banda sonora
En cada episodio aparece brevemente una canción popular de la época interpretada por alguna de las coristas:
- Episodio 1: "Quizás, quizás, quizás", interpretada por Laura en la fiesta de año nuevo.
- Episodio 2: "Cucurrucucú paloma"
- Episodio 3: "Cambalache", interpretada por Eva.

También aparecen los éxitos radiales de la época
- "Moonglow and Theme from Picnic" (Morris Stoloff y la orquesta de la Columbia Pictures)
- "Shake, Rattle and Roll" (Bill Haley & His Comets)
- "That'll Be The Day" (Buddy Holly & The Crickets)
- "Tequila" (The Champs)
- "Singing the Blues" (Guy Mitchell)
- "Mama Loves Mambo" (Perry Como)